# Castellote (Guadalajara)
Castellote es una localidad española de municipio de Corduente, perteneciente a la provincia de Guadalajara, en la comunidad autónoma de Castilla-La Mancha. 

## Historia
Hacia mediados del siglo XIX, el lugar, ya por entonces perteneciente a Corduente, tenía contabilizada una población de 25 habitantes. Aparece descrito en el sexto volumen del Diccionario geográfico-estadístico-histórico de España y sus posesiones de Ultramar de Pascual Madoz de la siguiente manera:

CASTELLOTE: ald. de la jurisd. de Corduente (2 leg.) en la prov. de Guadalajara (22), part. jud. de Molina (1/2), aud. terr. de Madrid (32), c. g. de Castilla la Nueva, dióc. de Sigüenza (12): sit. á la falda de una ladera con esposicion al S., y el clima sano: tiene 10 casas de regular construccion, entre ellas una muy capaz, propia de los marqueses de Embid, que sirvió de esquilero de ganados finos, y una igl. parr. (San Miguel Arcángel) aneja de la de Valsalobre, servida por un teniente cura que reside en la matriz: confina el térm. N. Molina (1/2 leg.); E. Valsalobre (1/4); S. Terraza (1/2), y O. cas. de la Osa y Rillo, sirviendo de linea divisoria el r. Gallo: dentro de esta circunferencia se encuentra la fuente que provee al vecindario de aguas potables, y aun á muchas familias de la c. de Molina, y las denominadas Orovida, Salobre, por ser asi la calidad de sus aguas, Peralejo y fuente de Lerma; varias canteras de yeso y dos prados adehesados: el terreno es llano y de buena calidad, particularmente en dos cañadas, una de las cuales en tiempos de tempestades y grandes lluvias, es temible por sus avenidas; habiendo arrastrado en una dos rebaños de ganado lanar, algunas caballerias y una casa; en varias direcciones se encuentran canteras de abundante y buen yeso. caminos: los locales de herradura, y el carretero que desde Molina dirige á Cañizares. correo: se recibe y despacha en la estafeta de Molina. prod.: trigo puro, mitadénco, inferior ó centenoso, cebada, avena, yeros, garbanzos, guisantes, guijas y yerbas de pasto y dalla; cria ganado lanar, mular, asnal, de cerda y algun vacuno. ind.: la agrícola, la arrieria y la fabricacion de yeso. comercio: venta de frutos sobrantes y prod. de la ind., é importacion de los arts. que faltan. pobl.: 9 vec., 25 alm. cap. prod.: 323,500 rs. imp.: 12,350. contr. 1,008. presupuesto municipal: 800, se cubre con el arbitrio del recargo en la taberna, y el déficit por reparto vecinal.
(Madoz, 1847, p. 161)

En 2017 estaban empadronados 11 habitantes en el Padrón Continuo por Unidad Poblacional del Instituto Nacional de Estadística, si bien se trataría de un despoblado, un pueblo en ruinas.